# Schönheide (Spremberg)
Schönheide, niedersorbisch Prašyjca, ist ein Ortsteil im östlichen Teil der Stadt Spremberg im brandenburgischen Landkreis Spree-Neiße.

## Geographie
Schönheide liegt 9 km östlich der Stadt Spremberg an der Bundesstraße 156 und etwa 16 km nördlich von Weißwasser. Etwa 15 Kilometer nördlich verläuft die Autobahn 15, die von Schönheide aus über die Bundesstraße B156 und B115 erreichbar ist.
Umgebende Ortschaften sind Graustein im Westen, Türkendorf und Bloischdorf im Norden, Lieskau im Südosten. Der nächste Ort jenseits der Landesgrenze zum Freistaat Sachsen ist Schleife.

## Namensdeutung
Durch seine Lage im sorbischen Siedlungsgebiet gab und gibt es für den Namen Schönheide unterschiedlichste Deutungen. Laut Walter Wenzel, der die Bedeutung und die Herkunft sorbischer Ortsnamen in der Niederlausitz erforschte, bedeutet Prašyjca (wendisch) folgendes:
- deutsch: Siedlung in der schönen Heide
- mittelhochdeutsch: Heide – ebenes, unbebautes, wildwachsendes Land, auch Waldland
- Ostmitteldeutsch: größeres Waldgebiet

Prašywica hingegen hat demnach folgende Bedeutung:
- (wahrscheinlich) Siedlung auf kargem Boden oder aber auch Siedlung armer Leute

Der sorbische Schriftsteller und Volkskundler Arnošt Muka hält dagegen folgende Bedeutung für wahrscheinlich:
- Dorf der Räudigen, abgeleitet aus dem niedersorbischen prašywy für räudig, krätzig, grindig, schäbig, aussätzig oder spröde.

## Geschichte
Schönheide, eigentlich nur ein Vorwerk des Gutes Bloischdorf, wurde ursprünglich nur als „die schöne Haide“ bezeichnet. Die urkundliche Ersterwähnung von Schönheide ist am 9. November 1527 als „die schone haide“ belegt. Am 18. August 1576 wird ein Vorwerk „Schöne Heide“ erwähnt. 1697 wird das Vorwerk unter dem sorbischen Namen Prasywicia (Praschwitz) erwähnt. In den folgenden Jahren kam es immer wieder zu Namensvarianten auf unterschiedlichsten Dokumenten, so 1685 von der Praschwitze, 1697 Praschwitz, 1753 Schöne Heyde, 1761 Schönheyde, 1843 Prašywica/ Prašyjca, 1860 auf Praschwitz oder Schönheyde. 1835 wurden sämtliche Ländereien die zum Vorwerk Schönheide gehörten von 11 Bauern parzelliert und aufgeteilt. 1929 Gründung der Freiwilligen Feuerwehr Schönheide. 1939 Volkszählung, Schönheide hat 152 Einwohner.

„Herr Jakob von Kitttlitz b.z.L.e. nach dem Tode König Ludwigs und auch seines Vaters Hans seine Lehngüter in der Herrschaft Spremberg; das Dorf Reuten (Reuthen) samt der Feste und Vorwerk daselbst und die schone haide mit allen rechten, Ober- und Niedegerichten, dazu die Heide an der Kolczscher (Kölziger) Grenze, ferner die Mühle von Sprembergk (Spremberg) unabbruchlich der Pacht, die jährlich davon aufs Schloß gegeben wird und einen Freihof in der Stadt Spremberg, etliche Weinberge vor Spremberg, von denen ihm der Zehnte zusteht, 6 Hufen zu Terpt (Terpe), 6 Hufen zu Schlomen (Slamen), eine Mühle und eine Hufe in Horn (Hornow) und die Mannschaft an Klein Dieben (Klein Düben), desgl. das Lehn über den heiligen Leichmanns – Altar in der Pfarrkirche“

Am 16. April 1945 wurde Schönheide von sowjetischen Truppenverbänden eingenommen und geplündert. Durch im Ort verbliebene deutsche Truppen der Waffen-SS kam es zu schweren Kampfhandlungen um das verhältnismäßig kleine Schönheide. Die Gräber von 70 deutsche Soldaten auf dem Friedhof von Schönheide zeugen von der sinnlosen Verteidigung durch diese Verbände. Schönheide gehörte nach Kriegsende zu den durch die Kriegseinwirkungen besonders betroffenen Orten in der Umgebung. Von 118 Gebäuden des Ortes waren 8 Wohnhäuser, 8 Stallungen und 4 Scheunen komplett zerstört, 4 Wohnhäuser, 4 Stallungen und 2 Scheunen schwer beschädigt und 22 Wohnhäuser, 22 Stallungen und 19 Scheunen leicht beschädigt. 21 zum Wehrdienst einberufene Männer des Ortes kehrten nach Ende des Zweiten Weltkrieges nicht nach Hause zurück.
Am 30. Oktober 1959 wurde eine LPG vom Typ I gegründet, am 1. Januar 1962 ein Kindergarten in einem nach Kriegsende errichteten Wohnhaus im Gutspark eröffnet.
Am 1. Januar 1974 wurde Schönheide nach Graustein eingemeindet und damit Ortsteil von Graustein. Aufgrund der Errichtung weiterer Kindergärten in der Umgebung schloss der Kindergarten im Februar 1974 wieder.
Am 18. Februar 2002 wurde der Vertrag zur Eingliederung von Schönheide in die Stadt Spremberg unterzeichnet, am 1. Januar 2003 Graustein nach Spremberg eingemeindet, Graustein und Schönheide sind seitdem zwei selbstständige Ortsteile der Stadt Spremberg.

### Besitzer
Das Gut Schönheide wechselte im Laufe seiner Geschichte oft den Eigentümer, so dass es heute schwerfällt, dies genau und chronologisch zu erfassen. Aus überlieferten Zeugnissen ist bekannt, dass Hans von Kittlitz im Jahr 1527 der erste Besitzer war. Ihm folgte sein Sohn Jakob. Bereits im Jahr 1530 ist als neuer Besitzer Hans von Köckritz verzeichnet. Danach wechselte das Gut Schönheide immer wieder den Besitzer, teilweise in relativ kurzen Zeitabständen. Folgende weitere Besitzer sind bekannt:
| Jahr       | Besitzer                                      |
| ---------- | --------------------------------------------- |
| 1539       | Georg von der Schulenburg                     |
| 1550       | Ludwig von Klitzing                           |
|            | Jobst Brand von Lindau                        |
|            | Andreas von Lindholz                          |
|            | Thomas Gode (und Brüder)                      |
|            | Mark Anton von Carchesien                     |
| 1594/ 1595 | Harbort von Mandelsloh                        |
| 1663–1671  | Hans Friedrich (Sen.)                         |
| 1672       | Hans Friedrich (Jun.) und Christian Friedrich |
| 1684–1692  | von Schütz                                    |
| 1693–1697  | Dranitz                                       |
| 1698       | von Normann                                   |
| 1714–1717  | von Stutterheim                               |
| 1718       | Bogrell                                       |
| 1725       | Curciger                                      |
| 1728–1745  | von Normann                                   |
| 1746       | Bolberitz                                     |
|            | Clauder                                       |
| 1752       | Weinstock                                     |
| 1774       | Johann Christoph Weinstock                    |
| 1798       | Christian Gottlieb Weinstock                  |
| 1818–1835  | Eduard Weinstock                              |
|            | Friedrich von der Hagen                       |
|            | E.C. Heinrich von Köpstein                    |
| 1887       | Ernst Heinrich von Hagen                      |
| 1905       | Heinrich von Hagen (Jun.)                     |

Die Familie von Hagen waren die letzten Besitzer des Gut Schönheide. Nach dem Tod von Generalleutnant Heinrich von Hagen ging das Gut an seinen Sohn Heinrich von Hagen und seiner Frau Maud über. Im Jahr 1917 fiel Heinrich von Hagen in Galizien. Sein Bruder Curt von Hagen, der Landeshauptmann in Deutsch-Neuguinea war, ist dort im Jahr 1897 ermordet worden.
Heinrich und Maud von Hagen hatten drei gemeinsame Kinder Heinz, Margret und Curt. Heinz und Margret (Schnering) verließen 1935 das Gut Schönheide. Heinz siedelt nach Berlin und Marget nach Cottbus über. Im Februar 1940 starb Maud von Hagen, so dass nur Curt von Hagen in Schönheide zurückblieb, der aber im Jahr 1945 an der Ostfront als vermisst und schließlich für tot erklärt wurde. In den Jahren 1944/ 1945 kehrten, auf Grund der unsicheren Verhältnisse in der Reichshauptstadt, Heinz von Hagen mit Familie nach Schönheide zurück. Am 16. April 1945 erreichte die Ostfront auch den Ort Schönheide. Heinz von Hagen und Familie hatten kurz zuvor das Gut Schönheide in Richtung Westen verlassen. Am 2. Juni 1949 wurden die Familie derer von Hagen enteignet. 1946, im Zuge der Bodenreform, wurde aller Landbesitz an Neusiedler aufgeteilt. 9,5 Hektar Land, die sich im alten Gutspark befanden, den zuvor von Maud von Hagen bewirtschaftet hatte, wurde dabei zum Beispiel einer Großfamilie übertragen, die aus Ostpreußen geflüchtet war.

### Gutshaus

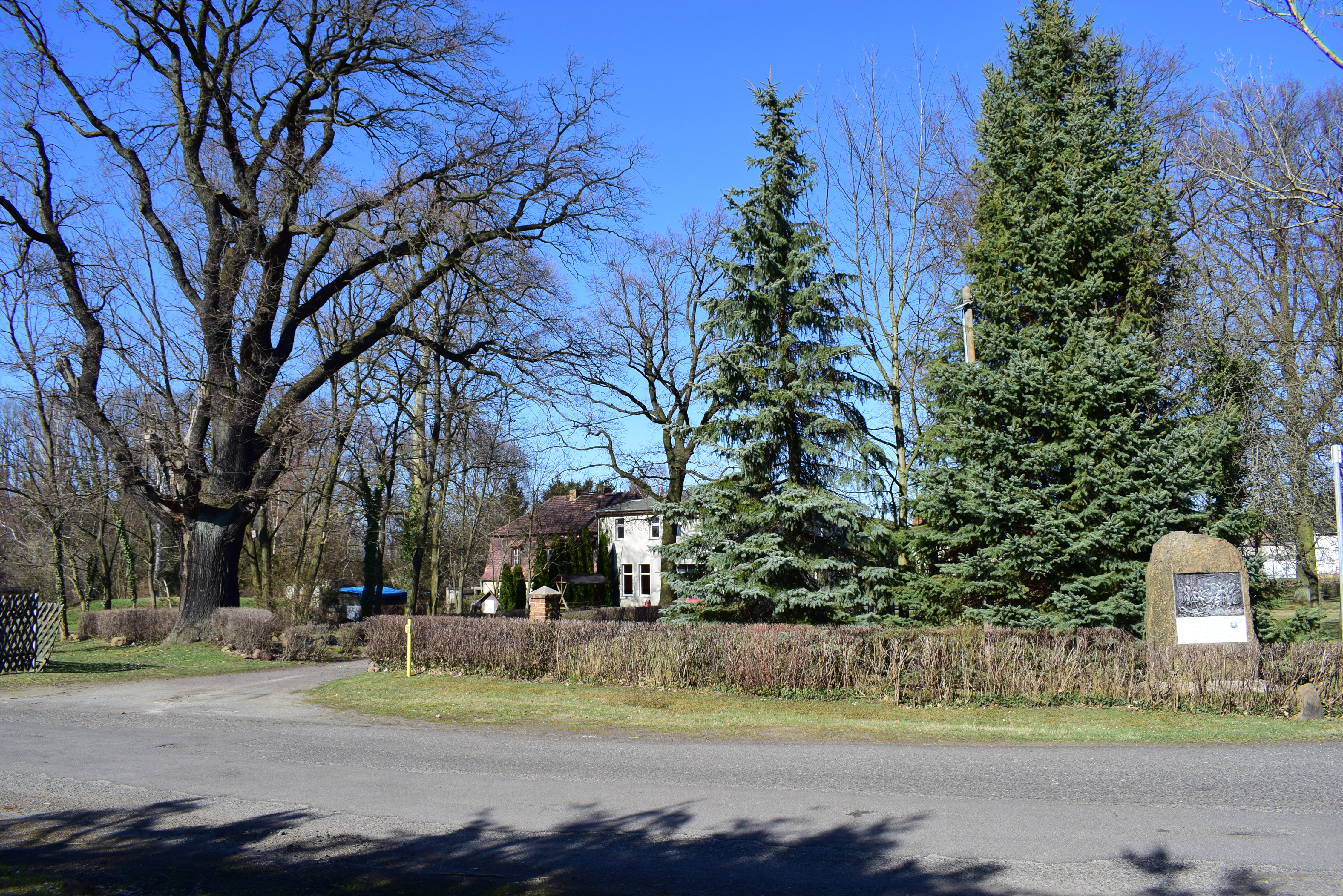
Standort des ehemaligen Gutshauses

Das Gutshaus Schönheide war über Jahrzehnte untrennbaren Bestandteil der Herrschaft Schönheide und wurde von dieser bewohnt immer wieder mal erweitert oder auch umgebaut. So existierten im Jahr 1945 ein Haupt- und ein Nebenhaus. Allerdings gab es auch Zwischennutzungen, die nicht so recht zu einem Gutshaus, in diesem Fall zum Haupthaus, passen wollen. So war ab 1935 ein Arbeitsdienstlager für etwa 50–60 junge Frauen im Haupthaus des Gutes eingerichtet worden, deren Aufgabe es war, den örtlichen Bauern bei der Feldarbeit und im Stall zu helfen. Im Laufe des Krieges wurde diese Einrichtung aber wieder aufgelöst.
Nach Kriegsende im April 1945 wurde durch Bürgermeister Heinrich Schenker verfügt, dass das Herrenhaus dafür zu nutzen ist, dort Lebensmittel zu verteilen. Daraus entstand später die erste Verkaufseinrichtung des Ortes. Zusätzlich wurde der Saal des Hauses dazu genutzt, um dort einmal wöchentlich Filmvorführungen abzuhalten. 1951 begann der Umbau des Herrenhauses, welches nun nicht mehr in die Zeit passte, zu einem Kultur- und Gemeindehaus. Es entstanden so ein Pionierzimmer, ein Spielzimmer, ein Leseraum und Räumlichkeiten für die Gemeindevertretung. Zusätzlich wurden im Dachgeschoss zwei Wohneinheiten untergebracht. Im Jahr 1960 wurde der Leseraum zum Klassenzimmer und Schönheide damit erstmals Schulstandort. Einer der ersten Junglehrer war hier Egon Wochatz der Jahre später Bürgermeister von Spremberg wurde. Mit der politischen Wende in der DDR gab es in den Jahren 1998–1999 einen neuerlichen Umbau des alten Herrenhauses. Darin untergebracht ist nunmehr die Freiwillige Feuerwehr Schönheide und ein Versammlungsraum der Gemeinde.

## Bürgermeister nach 1945
| Amtszeit      | Bürgermeister        | Bemerkung                                                            |
| ------------- | -------------------- | -------------------------------------------------------------------- |
| 20. Juli 1945 | Heinrich Schenker    | nach Unfall aus dem Amt ausgeschieden                                |
|               | Wilhelm Kucher       | War auch während des Zweiten Weltkrieges Bürgermeister in Schönheide |
| 1950          | Franz Marusch        |                                                                      |
| 1961          | Bernhard Platzk      | kommissarisch eingesetzt                                             |
| 1962–1965     | Hermann Lehmann      |                                                                      |
| 1966–1973     | Kurt Schulz          |                                                                      |
| 1974–1990     | Roland Scheller      |                                                                      |
| Juni 1990     | Alfred Bulke         |                                                                      |
|               | Hans Jürgen Schubert |                                                                      |
| 2003          | Wilfried Noack       |                                                                      |

## Sehenswürdigkeiten
- Alte Dorfschmiede, erbaut 1827
- Prinzenretter – Gedenkstein vor dem ehemaligen Gutshaus
- Familiengrabstätte derer von Hagen

### Brauchtum
- Zampern
- Osteiermalen in Kratz-, Ätz- und Wachstechnik.
- Ostereierwallein
- Osterfeuer
- Walpurgisnacht
- Maibaum
- Kirmes

## Persönlichkeiten

### Söhne und Töchter der Stadt
- Otto Budschigk (1893–1948), Bürgermeister von Sarstedt (SPD) bis 1933 und Bezirksbürgermeister von Vegesack.
- Friedjof Gensel (* 15. Juli 1960, Balletttänzer), Ausbildung an der Palluca Hochschule für Tanz in Dresden.